# Hydrellia careelensis
Hydrellia careelensis är en tvåvingeart som beskrevs av Bock 1990. Hydrellia careelensis ingår i släktet Hydrellia och familjen vattenflugor. Inga underarter finns listade i Catalogue of Life.